# Jahnoah Markelo
Jahnoah Guevara Markelo (Amsterdam, 4 gennaio 2003) è un calciatore olandese, attaccante dello Zurigo.

## Biografia
Anche suo fratello Nathangelo è un calciatore professionista.

## Carriera
Cresciuto nel settore giovanile del Twente, il 14 ottobre 2021 firma il suo primo contratto professionistico con i Reds, di durata biennale. Il 27 ottobre successivo ha esordito in prima squadra, in occasione dell'incontro di KNVB beker vinto per 0-2 contro l'OSS '20. Rimasto svincolato, il 19 maggio 2022 viene ingaggiato a parametro zero dal Go Ahead Eagles, legandosi con un contratto triennale. Il 27 agosto successivo ha esordito in Eredivisie, disputando l'incontro perso per 0-1 contro lo Sparta Rotterdam.

## Statistiche

### Presenze e reti nei club
Statistiche aggiornate al 27 febbraio 2023.
| Stagione        | Squadra         | Campionato      | Campionato | Campionato | Coppe nazionali | Coppe nazionali | Coppe nazionali | Coppe continentali | Coppe continentali | Coppe continentali | Altre coppe | Altre coppe | Altre coppe | Totale | Totale |
| Stagione        | Squadra         | Comp            | Pres       | Reti       | Comp            | Pres            | Reti            | Comp               | Pres               | Reti               | Comp        | Pres        | Reti        | Pres   | Reti   |
| --------------- | --------------- | --------------- | ---------- | ---------- | --------------- | --------------- | --------------- | ------------------ | ------------------ | ------------------ | ----------- | ----------- | ----------- | ------ | ------ |
| 2021-2022       | Twente          | ED              | 0          | 0          | CO              | 1               | 0               |                    | -                  | -                  |             | -           | -           | 1      | 0      |
| 2022-2023       | Go Ahead Eagles | ED              | 4          | 0          | CO              | 3               | 0               |                    | -                  | -                  |             | -           | -           | 7      | 0      |
| Totale carriera | Totale carriera | Totale carriera | 4          | 0          |                 | 4               | 0               |                    | -                  | -                  |             | -           | -           | 8      | 0      |